# حملات 1797 في حروب الثورة الفرنسية

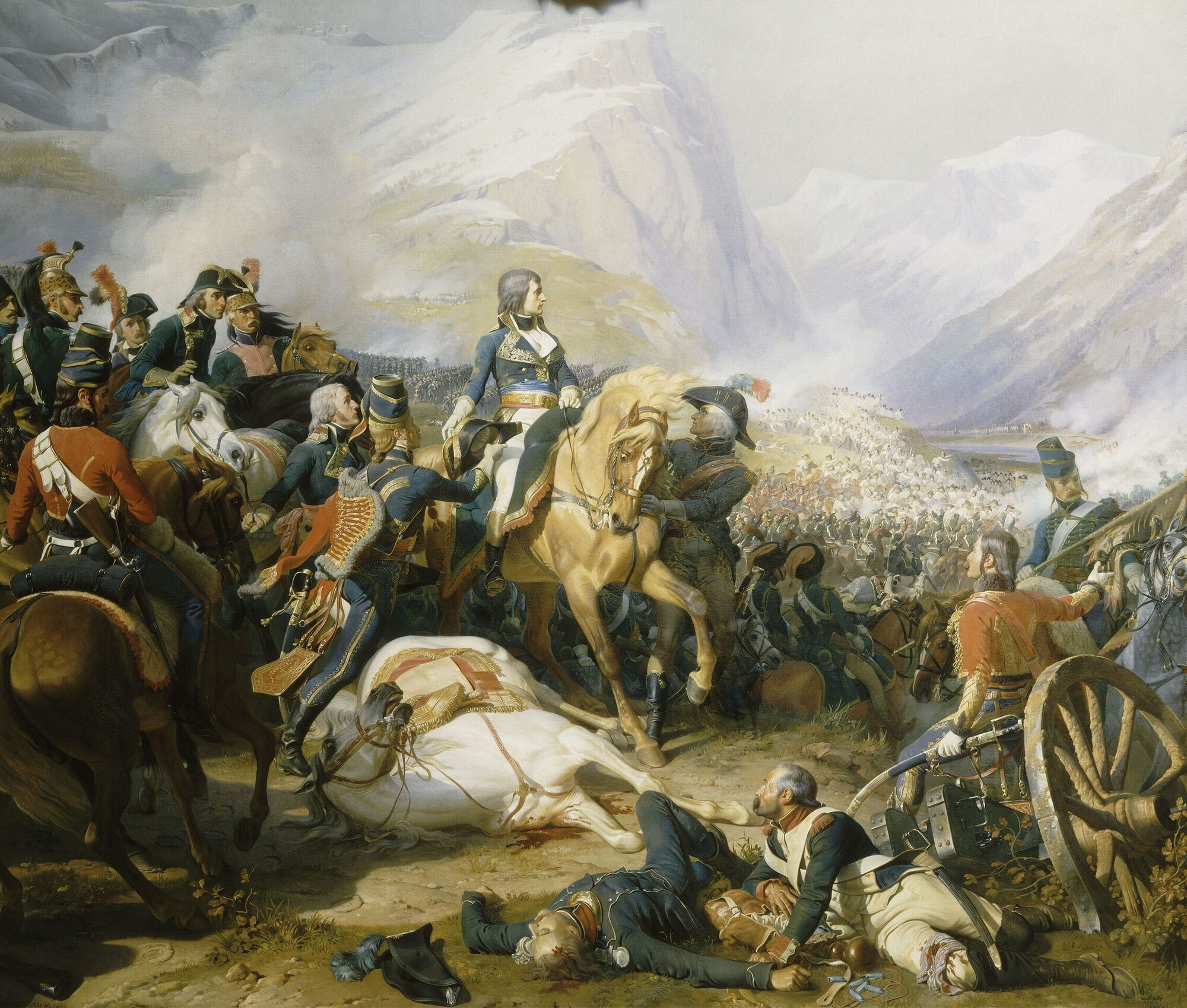
نابليون في معركة ريفولي - 1844

استمرت حروب الثورة الفرنسية من عام 1796، حيث قاتلت فرنسا التحالف الأول.
في 14 فبراير، التقى الأميرال البريطاني جيرفيس وهزم أسطولًا إسبانيًا قبالة البرتغال في معركة كيب سانت فنسنت. هذا منع الأسطول الإسباني من الالتقاء بالفرنسيين، مما أزال تهديد الغزو لبريطانيا. ومع ذلك، تم إضعاف الأسطول البريطاني على مدار العام على يد تمردات سبتهيد ونور، والتي أبقت العديد من السفن في الميناء خلال فصل الصيف.
في 22 شباط / فبراير، هبطت قوة غزو فرنسية مؤلفة من 1400 جندي من ليليون نوار (الفيلق الأسود) تحت قيادة العقيد الأمريكي الأيرلندي ويليام تيت بالقرب من فيشغوارد (ويلز). قابلهم مجموعة سريعة تضم حوالي 500 من جنود الاحتياط البريطاني والميليشيات والبحارة تحت قيادة جون كامبل، البارون كودور الأول. بعد مصادمات قصيرة مع السكان المدنيين المحليين وقوات اللورد كودور في 23 فبراير، أجبرت تيت على الاستسلام غير المشروط بحلول 24 فبراير.
في إيطاليا، كانت جيوش نابليون بونابرت تفرض حصارًا على مانتوا في بداية العام، أما المحاولة الثانية التي قام بها النمساويون تحت قيادة جوزيف ألفينزي لرفع الحصار فكانت مدفوعة في معركة ريفولي. أخيرًا، في 2 فبراير، استسلم Wurmser لـ Mantua و 18,000 جندي. رفعت القوات البابوية دعوى ضد السلام، والتي منحت في تولينتينو في 19 فبراير. أصبح نابليون حراً في مهاجمة قلب النمسا. تقدم مباشرة نحو النمسا على جبال الألب جوليان، وإرسال Barthélemy Joubert لغزو التيرول.
سارع الأرشيدوق تشارلز النمساوي من الجبهة الألمانية للدفاع عن النمسا، لكنه هُزم في Tagliamento في 16 مارس، وانتقل نابليون إلى النمسا، حيث احتل كلاغنفورت واستعد لمقابلة مع Joubert أمام فيينا. في ألمانيا، عبرت جيوش هوش ومورو نهر الراين مرة أخرى في أبريل بعد فشل العام السابق. انتصارات نابليون أخافت النمساويين في صنع السلام، وانتهوا من سلام ليوبين في نيسان / أبريل، وإنهاء الأعمال العدائية. ومع ذلك، فإن غيابه عن إيطاليا قد سمح لاندلاع التمرد المعروف باسم «عيد الفيرونيز» في 17 أبريل، والذي تم إخماده بعد ثمانية أيام.
على الرغم من أن بريطانيا ظلت في حالة حرب مع فرنسا، فقد أنهى هذا التحالف الأول فعلياً. وقعت النمسا في وقت لاحق على معاهدة كامبو فورميو ، والتنازل عن هولندا النمساوية إلى فرنسا والاعتراف بالحدود الفرنسية في نهر الراين. النمسا وفرنسا قسمتا البندقية بينهما.
| سبقه 1796 | حروب الثورة الفرنسية 1797 | تبعه 1798 |